# Majisjan (Armawir)
Majisjan – wieś w Armenii, w prowincji Armawir. W 2011 roku liczyła 1525 mieszkańców.